# Gonatium nipponicum
Gonatium nipponicum är en spindelart som beskrevs av Alfred Frank Millidge 1981. Gonatium nipponicum ingår i släktet Gonatium och familjen täckvävarspindlar. Inga underarter finns listade i Catalogue of Life.